# A Certain Mr. Jobim
A Certain Mr. Jobim é o quarto álbum do compositor e músico brasileiro Antônio Carlos Jobim. Foi lançado no ano de 1967 pela Warner Records e foi gravado nos Estados Unidos.

## Faixas
| N.º            | Título                                              | Compositor(es)                      | Duração |  |
| 1.             | "Bonita [en]"                                       | Jobim, Gene Lees, Ray Gilbert       | 2:58    |  |
| 2.             | "Se Todos Fossem Iguais a Você [en]"                | Jobim, Vinicius de Moraes           | 2:18    |  |
| 3.             | "Desafinado"                                        | Jobim, Lees, Newton Mendonça        | 3:08    |  |
| 4.             | "Fotografia"                                        | Jobim, Gilbert                      | 2:12    |  |
| 5.             | "Surfboard [en]"                                    |                                     | 2:48    |  |
| 6.             | "Outra Vez"                                         |                                     | 2:09    |  |
| 7.             | "I Was Just One More for You ("Esperança Perdida")" | Jobim, Billy Blanco, Gilbert        | 2:26    |  |
| 8.             | "Estrada do Sol"                                    | Antônio Carlos Jobim, Dolores Duran | 3:31    |  |
| 9.             | "Por Causa de Você (Don't Ever Go Away)"            | Jobim, Duran, Gilbert               | 2:48    |  |
| 10.            | "Zingaro"                                           |                                     | 2:16    |  |
| Duração total: | Duração total:                                      | Duração total:                      | 26:13   |  |

| Críticas profissionais                                                      | Críticas profissionais |
| Avaliações da crítica                                                       | Avaliações da crítica  |
| Fonte                                                                       | Avaliação              |
| --------------------------------------------------------------------------- | ---------------------- |
| Allmusic                                                                    | [ 7 ]                  |
| The Rolling Stone Jazz Record Guide                                         | [ 8 ]                  |
| Esta tabela precisa de ser acompanhada por texto em prosa. Consulte o guia. |                        |

## Pessoal
- Antônio Carlos Jobim – piano, violão, órgão, vocais
- Claus Ogerman – arranjador, condutor
- Dom Um Romão – bateria
- George Lee e Ray Gilbert – produtores